# Bemaneviky Ouest
Bemaneviky Ouest est une ville et une commune urbaine (Kaominina), du nord de Madagascar, dans la province d'Antsiranana.

## Administration
Bemaneviky Ouest est une commune urbaine du district d'Ambanja, située dans la région de Diana, dans la province de Diego-Suarez.

## Économie
La population est majoritairement rurale.